# Hounslow
Hounslow is een historische plaats in Engeland, tegenwoordig de centrale wijk van het gelijknamige Londense bestuurlijke gebied, de London Borough of Hounslow, in het zuidwesten van Groot-Londen. De wijk bevindt zich ten noordwesten van de rivier de Theems, circa 17 km van Charing Cross, het centrale meetpunt in Londen.
Station Hounslow is het centrale treinstation van Hounslow (bediend door South West Trains). Er zijn drie metrostations: Hounslow West, Hounslow Central en Hounslow East (alle drie aan de Piccadilly Line).
Hounslow wordt in de toekomstvisie London Plan (2004/2015) aangemerkt als een van de 19 metropolitan centres van Groot-Londen met een verzorgingsgebied groter dan de eigen borough.

## Afbeeldingen

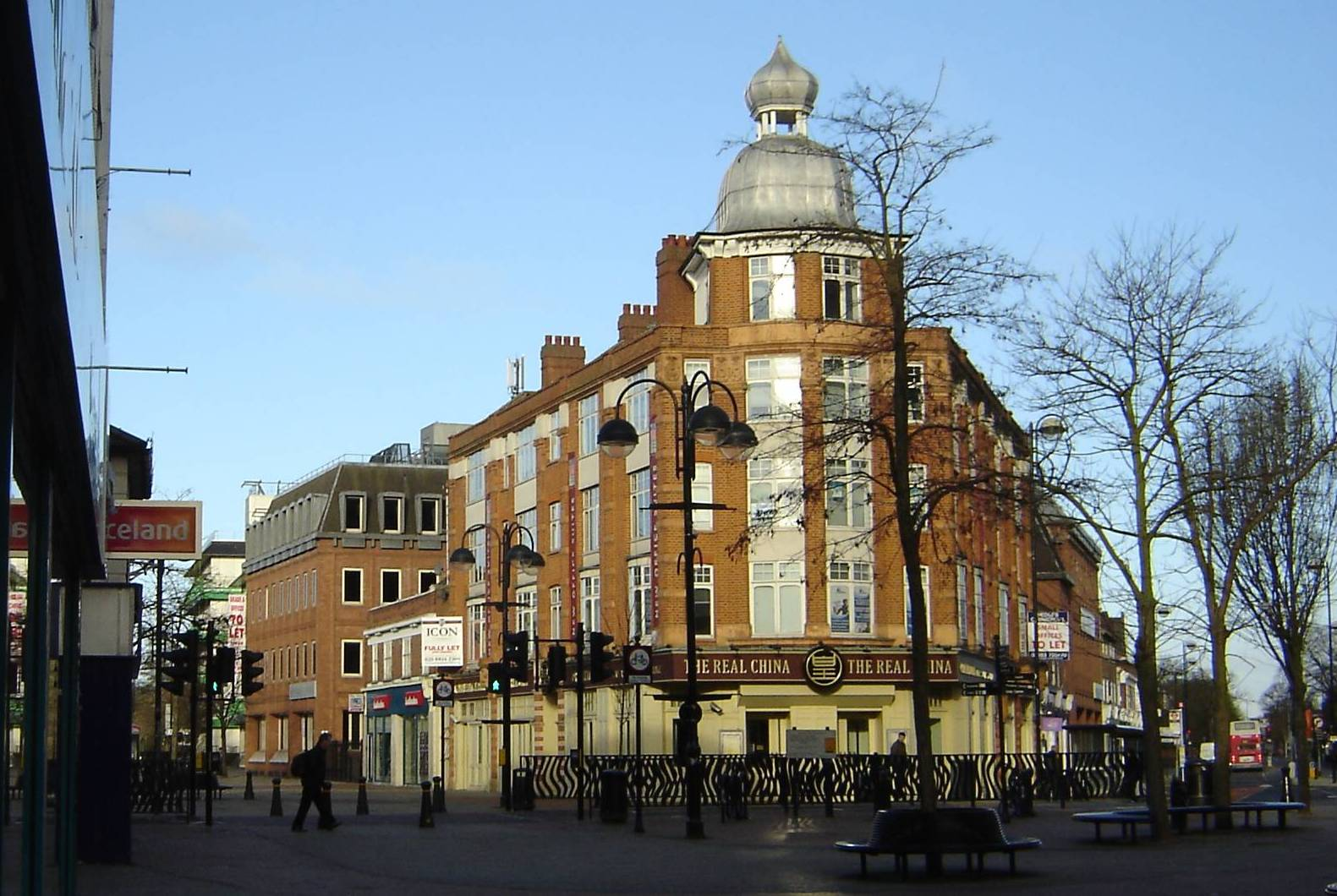
Hounslow High Street
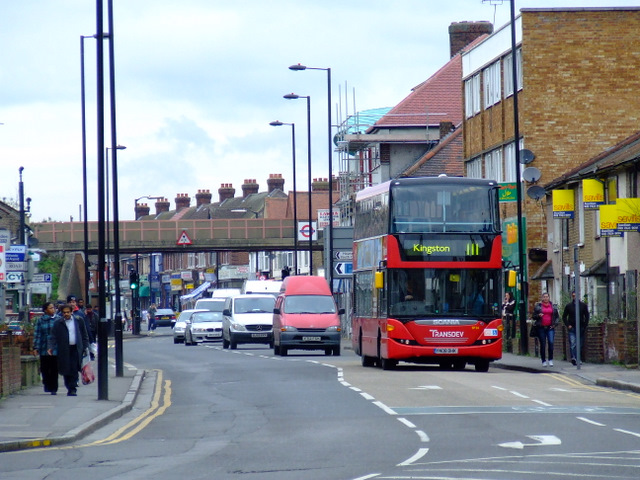
Kingsley Road
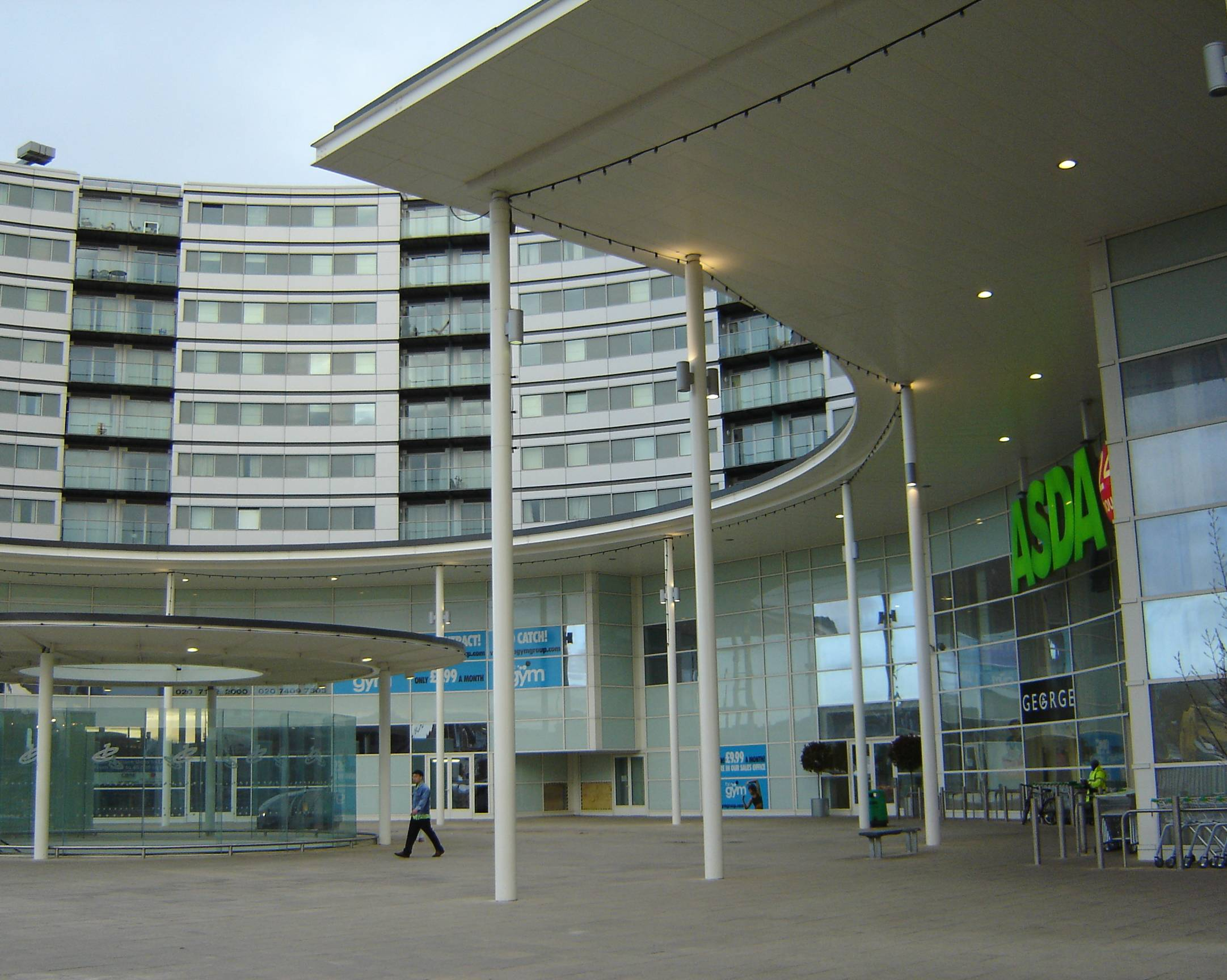
Blenheim Centre

## Geboren in Hounslow
- Dave Cousins (1940-2025), zanger, gitarist, componist en stichter van Strawbs
- Ian Gillan (1945), zanger van Deep Purple
- Ian McLagan (1945-2014), toetsenist (o.a. Small Faces, Faces)
- Phil Collins (1951), musicus
- Patsy Kensit (1968), actrice en zangeres
- M.I.A. (1975), zangeres, kunstenares en model
- Sophie Ellis-Bextor (1979), zangeres
- Alistair Overeem (1980), MMA-vechter en kickbokser
- Kunal Nayyar (1981), acteur
- Naomi Scott  (1993), actrice en zangeres